# Церковь Василия Блаженного (Чухчерьма)
Церковь Василия Блаженного — бывший православный храм в бывшем селе Чухчерьма (ныне в деревне Тарасово) Холмогорского района Архангельской области, построенный в 1824 году, деревянный памятник архитектуры. Церковь являлась частью ансамбля-тройника Чухчемско-Ильинского погоста, наряду с колокольней (1783 год) и несохранившейся девятиглавой Ильинской церковью (1657 год). Объект культурного наследия России (с 1960 года).

## История и посвящение
Существующее здание церкви построено в 1824 году на месте сгоревшей в 1823 году Георгиевской церкви. Георгиевская церковь известна как минимум с 1676 года, когда новгородский митрополит Корнилий благословил постройку церкви взамен обветшавшей. До 1930 года являлась тёплым храмом «тройника», в который наряду с ней входила холодная девятиглавая Ильинская церковь (1657 год, сгорела в 1930 году) и отдельно стоящая колокольня (1783 год). В конце XIX века ансамбль церквей был центром Чухченемско-Ильинского прихода, в который входило девять деревень с населением около 1000 жителей.
С 1824 года освящена в честь Василия Блаженного — русского святого, московского юродивого.
31 июля 2023 года церковь обрушилась.

## Архитектура

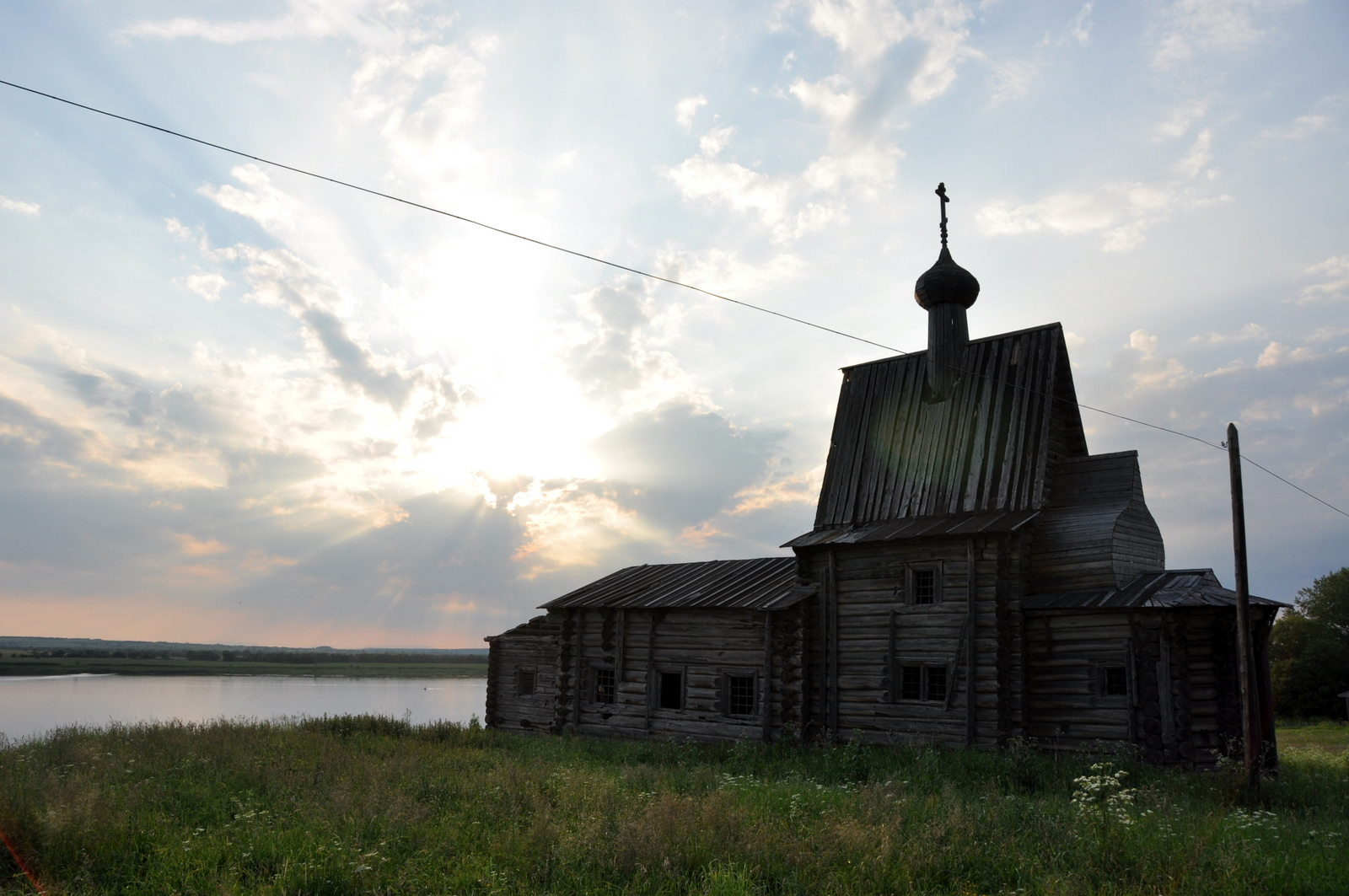
Вид с юго-восточной стороны на церковь и Северную Двину

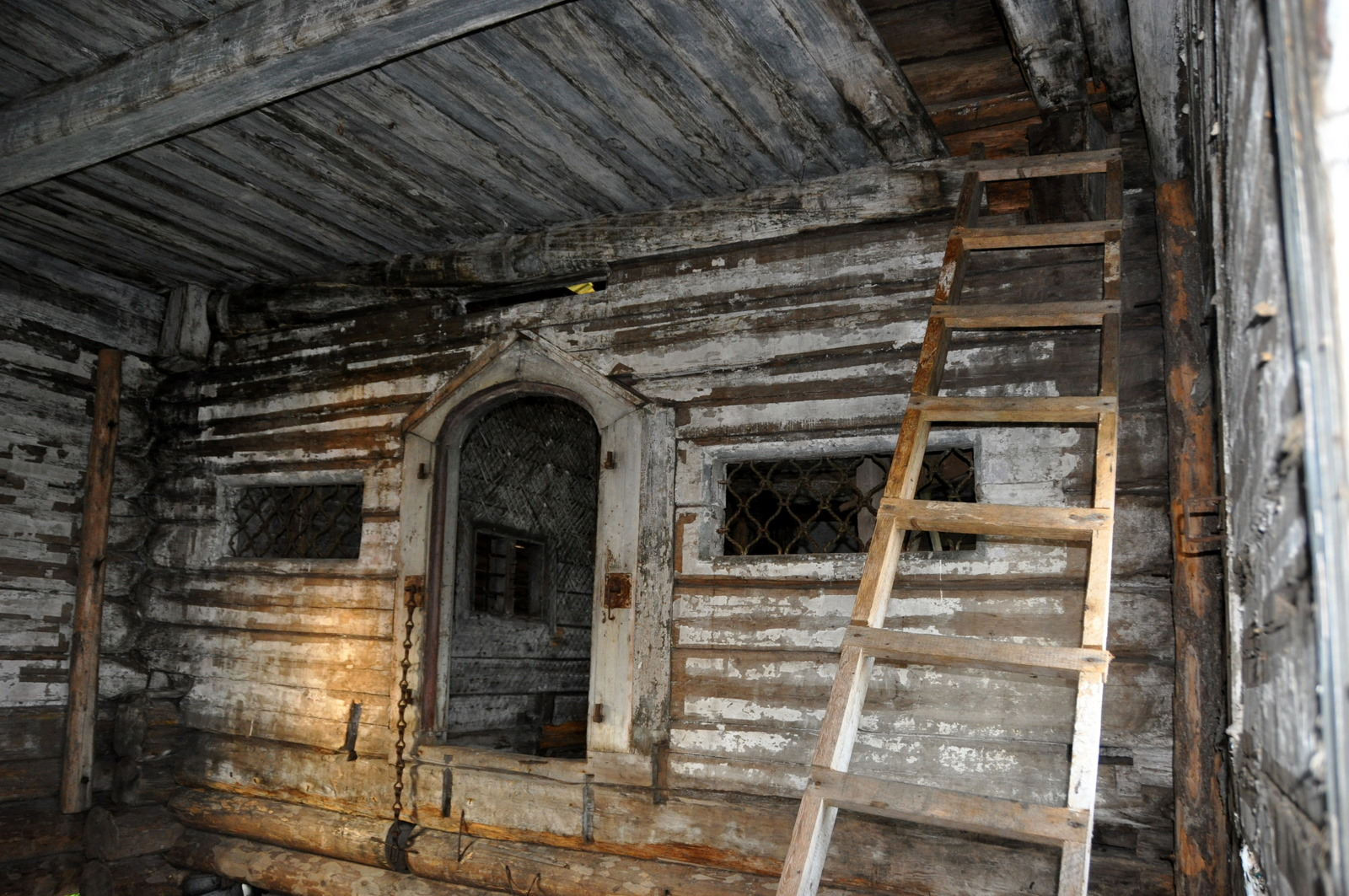
Состояние трапезной в 2010 году

Церковь Василия Блаженного представляет собой классический пример клетской церкви — древней формы деревянного храма. В основе церкви лежит клеть — прямоугольный сруб, который покрыт высокой двускатной (клинчатой) крышей. С восточной стороны пристроен алтарный прируб, с западной — сруб трапезной и крыльцо на два схода (утрачено). По своей архитектуре здание церкви восходит к древнему типу клетских храмов. Об этом свидетельствует заострённая двускатная крыша и крупная пятигранная бочка над алтарным прирубом. По этим признакам архитектор И. А. Бартенев датирует церковь XVIII веком, вопреки устоявшейся дате постройки (1824 год).
Древние формы здания обосновывает и предположение, что церковь Василия Блаженного была воссоздана «по подобию» предшественницы, Георгиевской церкви, сгоревшей в 1823 году

## Колокольня

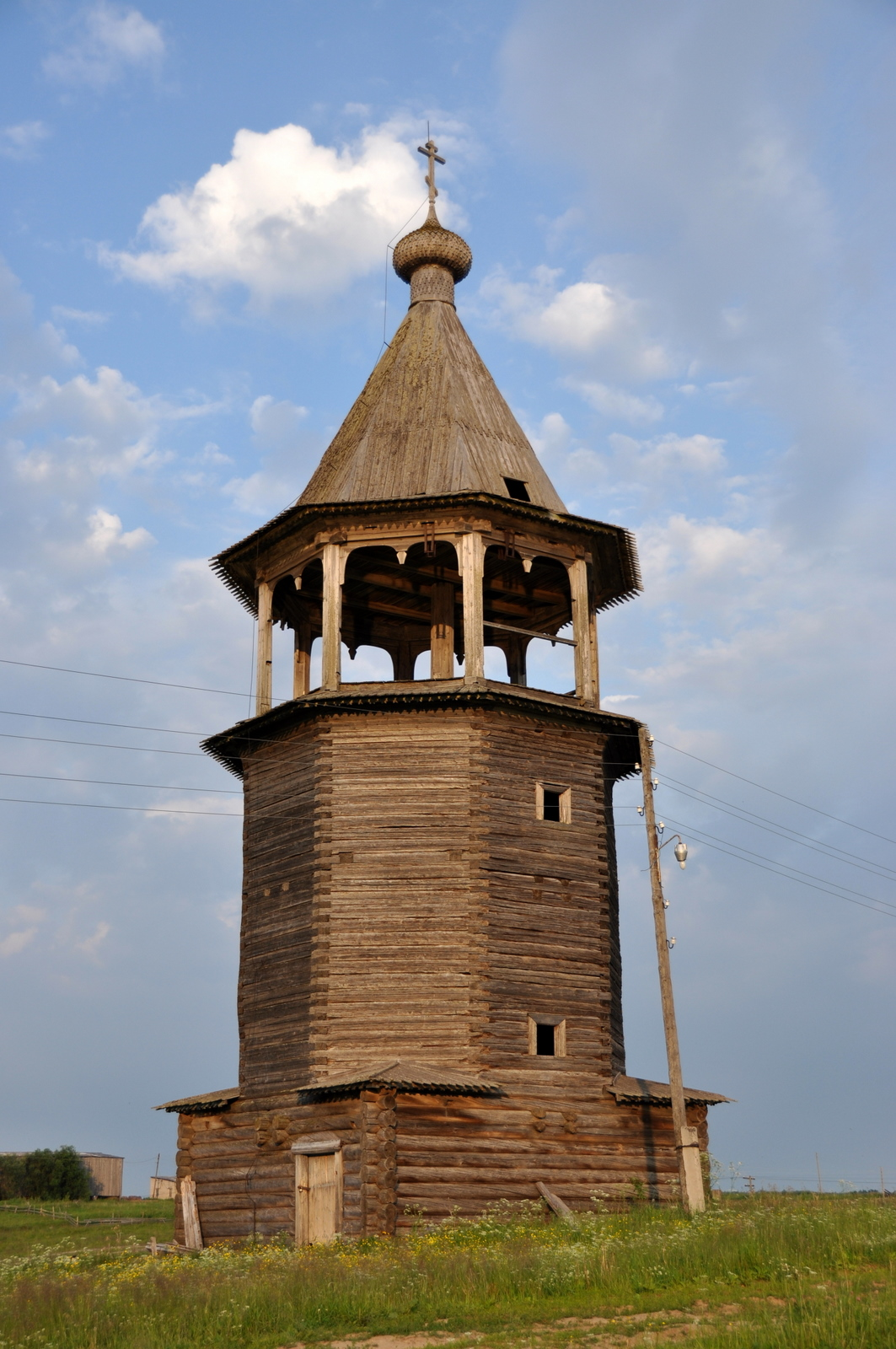

Колокольня утраченного ансамбля церквей (тройник) построена в 1783 году. В её основании находится низкий четверик, на него поставлен восьмерик, а завершается здание массивным шатром с луковичной главкой. Стены колокольни рублены «в лапу», что нехарактерно для северного зодчества, а более типично для среднерусских деревянных сооружений. Пол яруса звона находится на уровне полиц. При ремонте в 1910-х годах на ярусе звона появились балясины, хотя первоначальное ограждение было тесо́вым (теси́ны были уложены параллельно поручню).

## Ильинская церковь

Ансамбль церквей в Чухчерьме. В центре — Ильинский храм. Изображение с панно Елены Репиной

Ильинская церковь была построена в 1657 году на месте сгоревшей и вновь уничтожена пожаром в 1930 году. По своей архитектуре подражала каменным сооружениям XVI — первой половины XVII века. В основе церкви находился сруб-четверик, покрытый четырёхскатной крышей. Завершали храм девять глав: центральная поднята на невысокий шатёр, а остальные расставлены по обрезу крыши — четыре по углам сруба, остальные по осям фасадов. Шеи-барабаны и главы были покрыты лемехом. К срубу примыкали прирубы для алтаря и для паперти, оба завершённые бочками. Паперть была окружена низкой галереей.
Внутрь церкви вела дверь, завершённая кокошником. Щель между створками двери прикрывала вертикальная накладка в виде колонки, дополненной небольшими «дыньками» и резьбой. В составе пятиярусного иконостаса находились древние иконы. Резные царские врата были украшены слюдой и басмой.

## Иконостас
В фондах Архангельского музея изобразительных искусств находится праздничный чин иконостаса церкви Василия Блаженного деревни Чухчерьма. Иконы были вывезены из церкви, а затем, в 1983 году, переданы УВД Архангельской области в музей. Доски икон состоят из двух частей, без ковчега, писаны темперой по левкасу. У иконы «Преображение» доска цельная. Иконы отреставрированы в 1986—1987 годах, а иконы «Воскресение — Сошествие во ад» и «Рождество Богоматери» в 2002 и 2005 годах.
|                      |                  |          |             |              |          |                               |        |
| Рождество Богоматери | Введение во храм | Сретение | Богоявление | Преображение | Распятие | Воскресение — Сошествие во Ад | Троица |